# Холланд, Агнешка

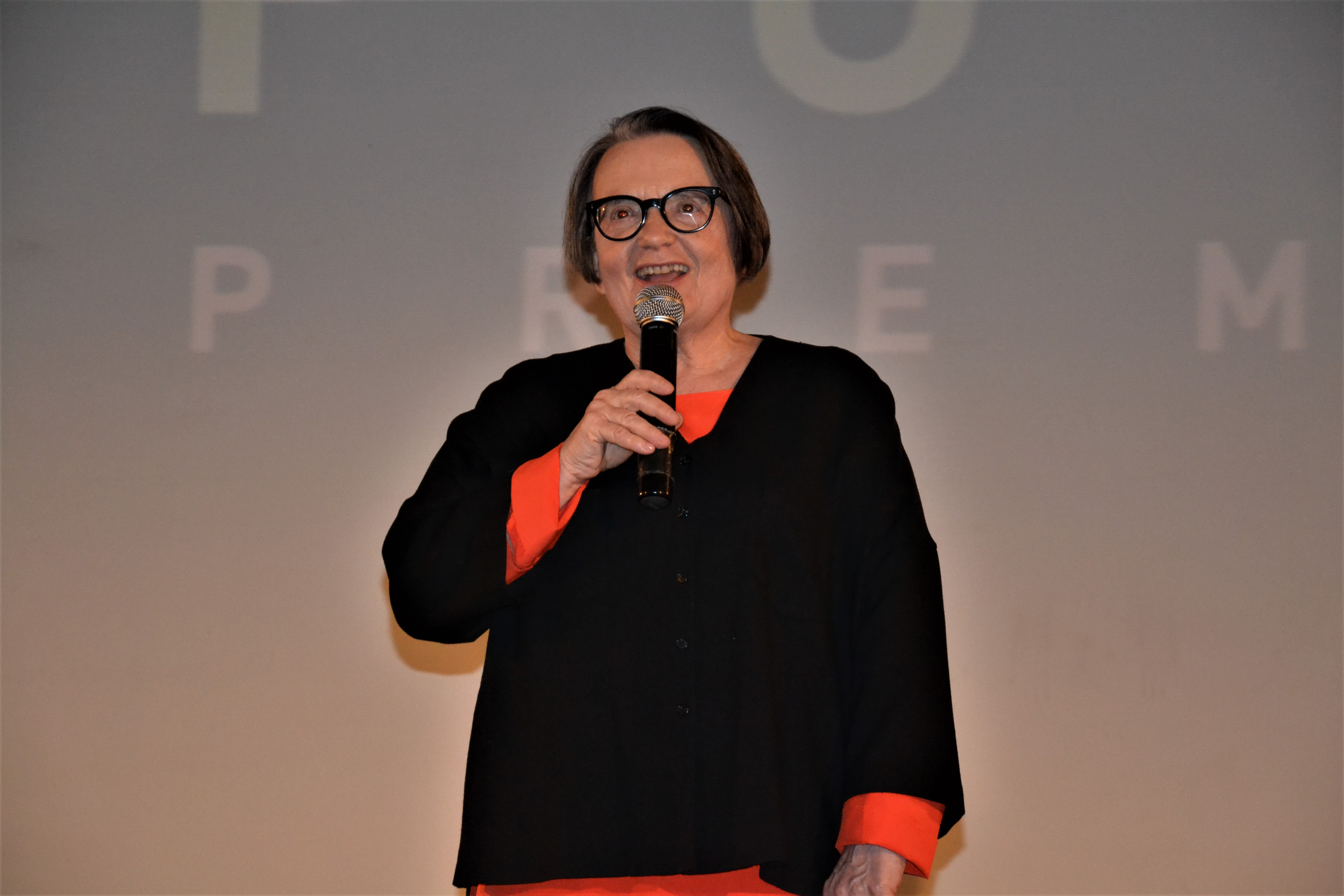
Агне́шка Хо́лланд

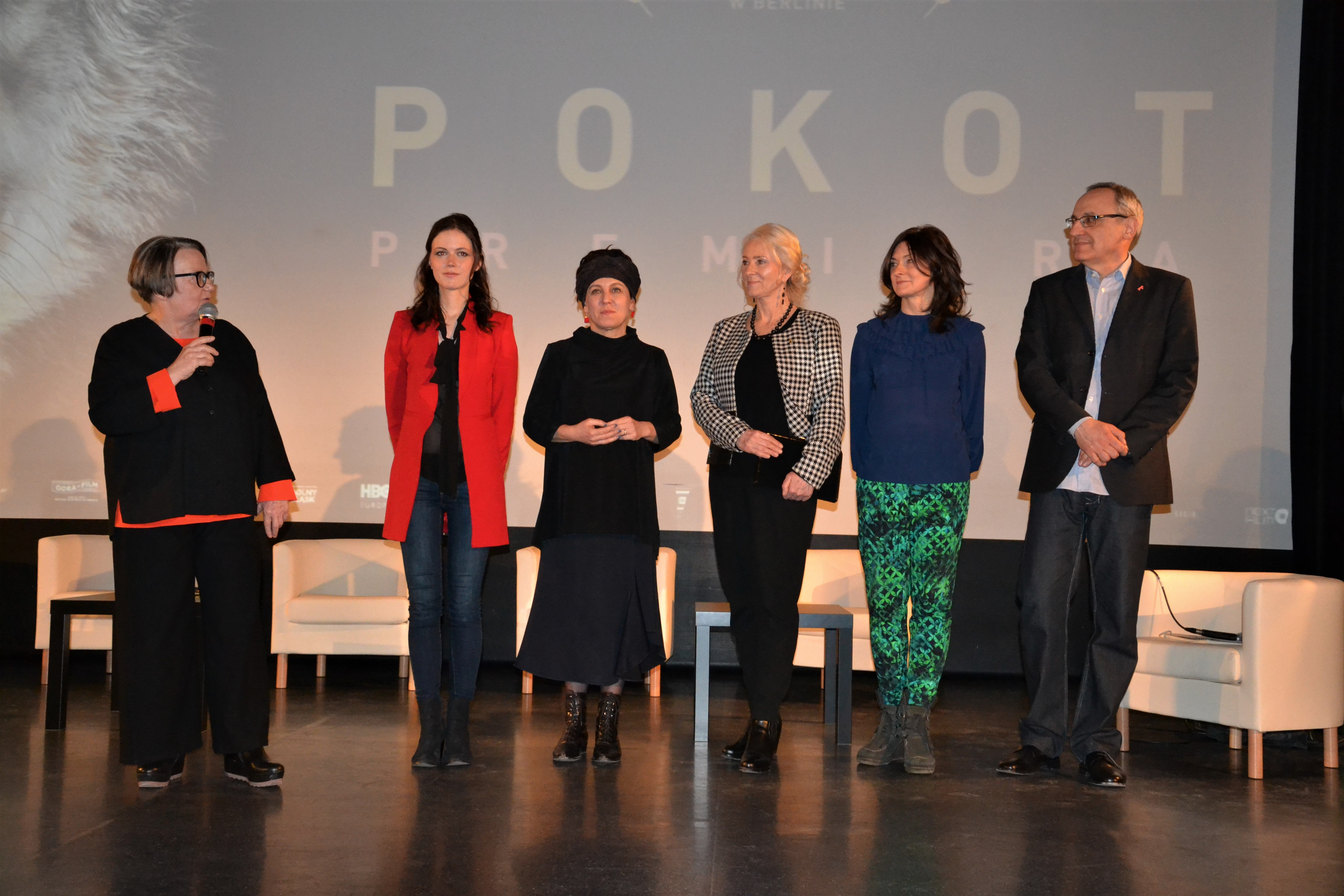
Pokot, (След)

Агне́шка Хо́лланд (пол. Agnieszka Holland; род. 28 ноября 1948, Варшава) — польский кинорежиссёр и сценарист.

## Биография

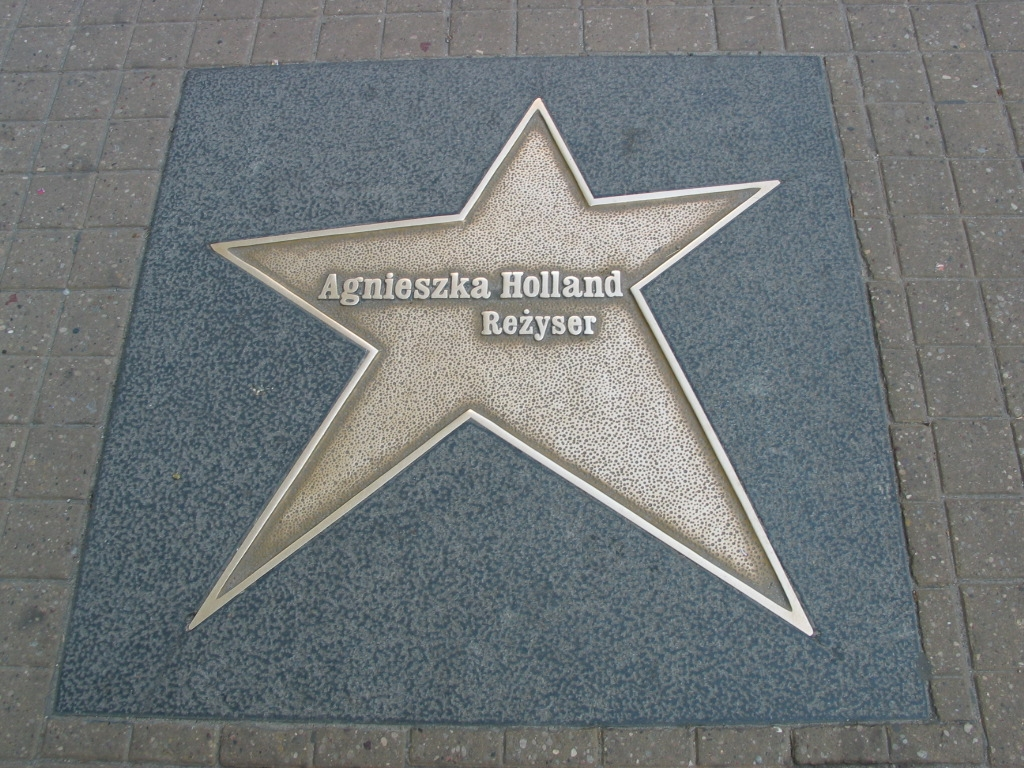
Звезда Агнешки Холланд в Аллее Звёзд, Лодзь

Родилась в семье еврея и католички. Отец — Хенрик Холланд, социолог, публицист, деятель Польской объединённой рабочей партии, мать — Ирена Рыбчинская, журналистка, участница Варшавского восстания 1944 года. Родители отца погибли в гетто.
Сестра — режиссёр и сценарист Магдалена Лазаркевич. Муж — режиссёр Лацо (Ладислав) Адамик, их дочь — режиссёр и сценарист Катажина (Кася) Адамик.
Окончила Лицей Стефана Батория (англ.) в Варшаве, затем — факультет кино и телевидения Академии искусств в Праге (1971 год). По возвращении в Польшу работала ассистентом режиссёра у Анджея Вайды и Кшиштофа Занусси, снялась в нескольких ролях второго плана. С середины 1970-х начала делать собственные фильмы (короткометражная лента "Вечер у Абдона", 1975 год, по Ярославу Ивашкевичу). За дебютную полнометражную картину "Провинциальные актёры" (1978) получила на Каннском МКФ премию ФИПРЕССИ.
С 1981 года работала за рубежом, сначала в Германии и Франции, затем в США. Снимает игровые, документальные и рекламные фильмы. Кроме сценариев своих фильмов, писала сценарии для Анджея Вайды («Без наркоза», «Любовь в Германии», «Дантон», «Бесы», «Корчак» и др.) и Кшиштофа Кесьлёвского (трилогия «Три цвета»).
В 2023 году на Венецианском кинофестивале фильм «Зелёная граница» получил Специальный приз жюри.
Преподаёт в Бруклинском колледже Городского университета Нью-Йорка.

## Конфликт со Збигневом Зебро
В сентябре 2023 года министр юстиции Польши Збигнев Зебро раскритиковал фильм Агнешки Холланд «Зеленая граница» о миграционном кризисе на польско-белорусской границе, сравнив его с нацистской пропагандой. Комментарий был сделан за день до премьеры картины на Венецианском кинофестивале.
В ответном заявлении Холланд указала на то, что министр прокомментировал фильм, не посмотрев его, назвав его слова клеветой и назвав их «презренными». Она указала на оскорбительность подобных сравнений, учитывая историю Польши и её собственной семьи. Фильм был назван попыткой дать голос тем, у кого его нет. По мнению режиссёра, проблема миграции в Польше преподносится однобоко и исключительно с точки зрения правительственной пропаганды, единственной целью которой она назвала запугивание общества. Режиссёр заявила о планах предъявить Зебро обвинения в клевете, если не получит извинений. Она также потребовала, чтобы министр сделал благотворительное пожертвование в размере 50 000 польских злотых ассоциации, помогающей жертвам, пережившим Холокост.

## Фильмография
- 1977 — Кинопробы /Zdjęcia próbne/[6]
- 1978 — Провинциальные актёры
- 1980 — Лихорадка (номинация на Золотого медведя Берлинского МКФ, Золотой лев Польского кинофестиваля, Гданьск)
- 1982 — Одинокая женщина /Kobieta samotna/ (вышел на экраны в 1988, специальный приз жюри Польского кинофестиваля, 1988)
- 1985 — Горькая жатва (номинация на «Оскар» за лучший иностранный фильм, премия экуменического жюри Монреальского кинофестиваля)
- 1988 — Убить священника/To Kill A Priest / Le Complot
- 1991 — Европа, Европа (номинация на Оскар за лучший адаптированный сценарий, номинация на премию BAFTA за лучший иностранный фильм)
- 1993 — Оливье, Оливье
- 1993 — Таинственный сад (по Фрэнсис Бёрнетт, продюсер — Фрэнсис Форд Коппола)
- 1995 — Полное затмение (о Верлене и Рембо)
- 1997 — Вашингтон-сквер (по роману Генри Джеймса)
- 1999 — Третье чудо
- 2001 — Выстрел в сердце
- 2001 — Золотые мечты
- 2002 — Юлия возвращается домой (премия независимого кинофестиваля Method Fest, США, лучшему кинорежиссёру)
- 2006 — Переписывая Бетховена (номинация на премию «Гойя»)
- 2006 — Девушка, похожая на меня: история Гвен Араухо (премия «Выдающийся фильм для телевидения» от GLAAD Media Awards 2007 года)
- 2007 — Команда (телесериал, в соавторстве с сестрой и дочерью)
- 2011 — Во мраке (номинация на Оскар за лучший фильм на иностранном языке)
- 2013 — Неопалимая купина (мини-сериал)
- 2014 — Ребёнок Розмари (мини-сериал)
- 2014 — Карточный домик (сериал, 3 сезон, эпизоды 36 и 37)
- 2017 — След зверя
- 2018 — 1983 (сериал)
- 2019 — Гарет Джонс
- 2020 — Шарлатан (Специальный показ на 70-м Берлинском международном кинофестивале)
- 2023 — Зелёная граница

## Награды
- 2001 год — Офицер ордена Возрождения Польши.
- 2008 год — Золотая Медаль «За заслуги в культуре Gloria Artis».
- 2011 год — Командор со звездой ордена Возрождения Польши.
- 2012 год — премия «Таллер Параджанова», вручённая в Ереване на IX международном кинофестивале «Золотой абрикос»[7]. Премия Свободы имени Яна Карского (2012).
- 2019 год — Орден княгини Ольги III степени (22 ноября 2019, Украина) — за весомый вклад в чествование памяти жертв геноцида Украинского народа — Голодомора 1932—1933 годов в Украине, подвижническую деятельность, направленную на освещение правды о Голодоморе[8].
- 2021 год — Медаль Президента Словацкой Республики (Словакия)[9].
- 2024 год — Медаль «За заслуги» I степени (Чехия)[10].